# Pieve di San Giusto (Giuncarico)
La pieve di San Giusto era un edificio religioso situato a Giuncarico, frazione del comune di Gavorrano. La sua esatta ubicazione era ai piedi del borgo, presso la Porta di Sotto, in prossimità del circuito esterno delle Mura di Giuncarico.

## Storia
Di origini medievali, la chiesa è ricordata a partire dal 1075, anno in cui viene citata in un documento. La pieve, sorta sotto la diocesi di Roselle, entrò a far parte dal 1138 in poi della diocesi di Grosseto, al momento in cui fu trasferita la sede vescovile nel capoluogo maremmano, pur risultando di proprietà dei monaci dell'Abbazia di San Bartolomeo a Sestinga. Il periodo di massimo splendore della chiesa fu tra il tardo Medioevo e il primo periodo rinascimentale, ma già nel corso del Quattrocento iniziarono i primi segni di declino con il trasferimento del fonte battesimale nella chiesa di Sant'Egidio, che da allora la sostituì nelle funzioni plebane. Il luogo di culto, tuttavia, rimase in funzione fino al 1786, anno in cui fu decisa la sua definitiva chiusura e ceduta a privati che in seguito la trasformarono.

## Descrizione
Della pieve di San Giusto a Giuncarico, che si presentava in stile gotico dopo un intervento di ristrutturazione tardomedievale e conservava anche alcuni pregevoli affreschi coevi, sono state quasi interamente perse tutte le tracce, fatta eccezione per alcuni elementi architettonici visibili lungo un muro che delimita il giardino privato presso la porta della cinta muraria, tra i quali è ben identificabile una finestra strombata.